# Tarnogsky (huyện)
Huyện Tarnogsky (tiếng Nga: ? райо́н) là một huyện hành chính tự quản (raion), của Tỉnh Vologda, Nga. Huyện có diện tích 5120 kilômét vuông, dân số thời điểm ngày 1 tháng 1 năm 2000 là 15900 người. Trung tâm của huyện đóng ở Tarnogsky Gorodok.